# Karl Keaton
Karl Keaton (* 7. November 1953 in St. Louis, Missouri, USA) ist ein amerikanischer Sänger und Songwriter.

## Biografie
Karl Keaton machte zunächst eine Ausbildung zum Optiker. Danach ging er sieben Jahre zur US-Army und wurde in Deutschland stationiert, wo er nach seiner Dienstzeit blieb und mit verschiedenen Bands durch die Clubs tingelte. In zwei Diskotheken war Keaton als Geschäftsführer tätig.
1990 erschien die erste Single Catching Hell. Im folgenden Jahr wurde Love’s Burn der erste kommerzielle Hit, der sich sogar in den Top 20 der deutschen Singlecharts platzieren konnte. Bis 1993 war Keaton als Sänger erfolgreich, allerdings fast ausschließlich in Deutschland. Heute lebt er in Vilseck und betreibt ein Music Café.

## Diskografie

### Alben
- 1991: Just Another Love Affair (Ariola)
- 1993: How Can I Let Go? (Ariola)

### Singles
- 1990: Catching Hell
- 1991: Break Away
- 1991: Love’s Burn
- 1991: I Remember
- 1991: Found My Trust
- 1992: Just Another Love Affair
- 1992: You Sure Act Like You Love Me
- 1993: I’m Sorry
- 1993: I Can’t Tell You Why
- 1993: Enough Is Enough
- 1994: How Can I Let Go
- 1998: Shame, Shame, Shame (mit Clara Hill)
- 2000: Loves Burn 2000 (feat. Alizé)

## Auszeichnungen
RSH-Gold
- 1992: in der Kategorie „Newcomer International“